# 大庆市第四中学
大庆市第四中学（英語：Daqing NO.4 Senior High Middle School, Heilongjiang，简称大庆四中、四中）。是一所位于中国黑龙江省大庆市龙凤区龙凤大街的高级中学，同时也是黑龙江省省级示范性高级中学之一。原为中国石油大庆石化总厂所属的子弟高级中学，2005年划归大庆市政府管理，是大庆市早期的一所黑龙江省重点中学和省示范性高中。
1. ↑  大庆四中官网